# Pseudoscaphirhynchus kaufmanni
Pseudoscaphirhynchus kaufmanni är en art av familjen störfiskar som endast finns i Amu-Darjafloden i Turkmenistan och Uzbekistan samt ett fåtal bifloder. Den är utrotningshotad.

## Utseende
Pseudoscaphirhynchus kaufmanni är en avlång fisk med kroppen täckt av benplåtar. Den har brett, platt huvud med mycket små ögon, en tvärställd mun som sitter på undersidan och den har fyra släta skäggtömmar framför munnen. Stjärtfenans övre lob är trådlikt förlängd och bröstfenans första fenstråle är mycket lång och skarp. Färgen är grå till svart på ovansidan och den är vit på buksidan. Ryggfenan har 25 till 37 mjukstrålar, och analfenan 15 till 24. Arten blir som mest 75 cm lång och kan väga 2 kg.

## Utbredning
Pseudoscaphirhynchus kaufmanni finns naturligt i Amu-Darjaflodens mellersta lopp i Turkmenistan och Uzbekistan samt i en biflod, Vachsj, till Amu-Darja. Till följd av kanalbyggen har den också spridit sig till floderna Qasjqadarjas och Zeravsjans lägre lopp.

## Ekologi
Pseudoscaphirhynchus kaufmanni är en bottenfisk som endast lever i sötvatten (även om de förr i tiden kunde gå ut i Amu-Darjaflodens brackvattensdelta) och som kräver snabbt rinnande vattendrag. Vattendragen ska också gärna vara grunda med ett djup mellan 1 och 1,5 meter, och med sand- eller stenbotten. Födan består av bottendjur som larver och puppor av fjädermyggor, larver av bäcksländor och nattsländor samt småfisk. Med stigande ålder utgör fisk en allt större del av dieten.

### Fortplantning
Arten blir könsmogen vid 6 till 8 års ålder för honor medan hanarna blir könsmogna vid  5 till 7 års ålder. Leken sker under mars till april vid en vattentemperatur av 14 till 18° C. Arten leker över hårda bottnar i strömmande vatten, där honan kan lägga mellan 1 000 och 1 100 mörkgrå ägg med en diameter av 1,5 till 2,7 mm.

## Status och hot
IUCN kategoriserar Pseudoscaphirhynchus kaufmanni som akut hotad ("CR", underklassificering "A2c"), och beståndet har minskat kraftigt (80% under 30 år). Förr fanns den i hela Amu-Darjafloden, från dess övre lopp till deltat i Aralsjön. Främsta orsaken är flodregleringar som ändrat flodens lopp (numera rinner den inte längre ut i Aralsjön), men vattenföroreningar och sjunkande vattenstånd som minskar flodens hastighet spelar också in.